# ダビドフソリトン
ダビドフソリトンとは仮説上の準粒子の一種で、ソ連のアレクサンドル・ダビドフによってその存在が提唱されたことからその名がある。この準粒子は、筋収縮における分子の機構を説明するために提唱されたものであり、αヘリックスと結びついている。

## 文献
1. ↑  右衛門佐 重雄. “生体系におけるソリトン”. Ceek.jp Altmetrics (α ver.). 日本物理學會誌.   日本物理学会. 2022年9月3日閲覧。